# Forgács Hann Erzsébet
Forgács-Hann Erzsébet (születési név: Hann Erzsébet Anna) (Kiss Pálné Hann Erzsébet) (Budapest, Terézváros, 1897. április 3. – Budapest, Józsefváros, 1954. január 8.) magyar szobrász, grafikus, író.

## Életpályája
Szülei: Hann Lajos (1861–1944) államvasúti főfelügyelő és Lederer Jozefa (1866–1941) voltak. Egyetemi tanulmányait a Pázmány Péter Tudományegyetem filozófia-művészettörténet szakán végezte el. Ezt követően Kisfaludi Strobl Zsigmond magántanítványa volt. 
1927–1928 között Párizsban tanult. 1928-tól volt kiállító művész. 1933-ban részt vett a Nemzeti Szalon 80. gyűjteményes kiállításán. Férje 1957-ben a pécsi Modern Képtárnak adta a művész hagyatékát.

## Magánélete
Első férje Szaplonczay-Mihalovits Miklós Zsigmond Jenő volt, akivel 1919. június 9-én kötött házasságot Cinkotán.
Második férje, Gegesi Kiss Pál (1900–1993) orvosprofesszor volt. 1936-ban kötöttek házasságot Mátyásföldön.

## Művei
- Budai Hann Arnold síremléke
- Bródy Sándor síremléke (1930)
- Szomorúság (1933)
- Önarckép (1946)
- Szentkuthy Miklós (1947)
- Fejét tartó nő (1947)
- Újját felmutató (1948)

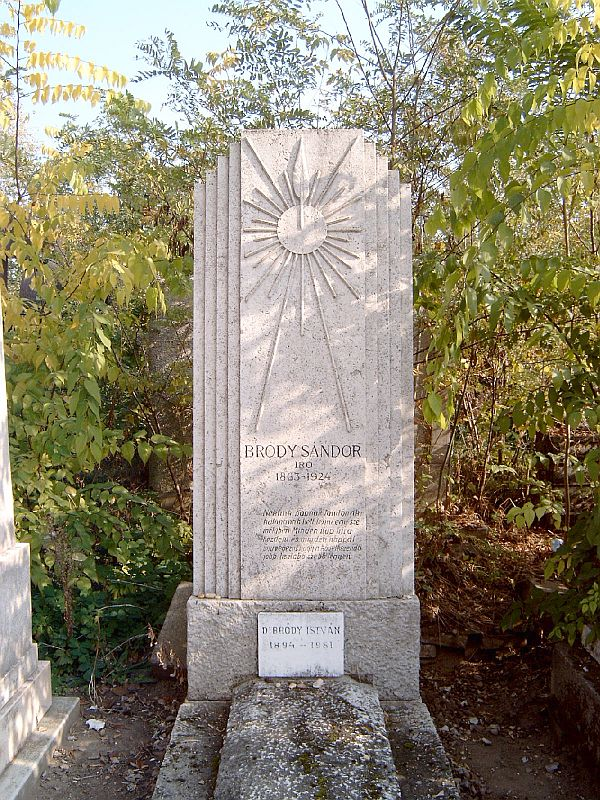
Bródy Sándor sírja Budapesten. Kozma utcai izraelita temető 5-1-40. Forgács Hann Erzsébet alkotása

- Épületdíszek (Bátonyterenye, 1952)

## Kiállításai

### Egyéni
- 1933, 1946-1948 Budapest
- 1957 Pécs

### Válogatott, csoportos
- 1928 Párizs
- 1929-1931, 1933, 1936-1938, 1940, 1946-1948, 1950, 1952-1953, 1984 Budapest
- 1973 Székesfehérvár

### Lexikonok
- Magyar asszonyok lexikona. Összeállította, előszóval és történelmi résszel ellátta Bozzay Margit (Budapest, 1931)
- Gulyás Pál: Magyar írók élete és munkái – új sorozat I–XIX. Budapest: Magyar Könyvtárosok és Levéltárosok Egyesülete. 1939–1944.  , 1990–2002, a VII. kötettől (1990–) sajtó alá rendezte: Viczián János
- Kortárs magyar művészeti lexikon I. (A–G). Főszerk. Fitz Péter. Budapest: Enciklopédia. 1999. ISBN 963-8477-44-X
- Magyar művészeti kislexikon. Főszerkesztő: Körber Ágnes. Budapest, Enciklopédia Kiadó, 2002
- A magyar legújabb kor lexikona. Szerkesztette: Kerkápoly M. Emil. Budapest, 1930
- Művészeti lexikon I–IV. Főszerk. Zádor Anna, Genthon István. 3. kiad. Budapest: Akadémiai. 1981–1983.
- Magyar nagylexikon  VIII. (Ff–Gyep). Főszerk. Bárány Lászlóné. Budapest: Magyar Nagylexikon. 1999.  ISBN 963-85773-9-8
- Pécs lexikon  I. (A–M). Főszerk. Romváry Ferenc. Pécs: Pécs Lexikon Kulturális Nonprofit Kft. 2010. 473. o. ISBN 978-963-06-7919-0
- Révai új lexikona VII. (Fej–Gak). Főszerk. Kollega Tarsoly István. Szekszárd: Babits. 2001.  ISBN 963-927-241-8
- Új magyar életrajzi lexikon II. (D–Gy). Főszerk. Markó László. Budapest: Magyar Könyvklub. 2001.  ISBN 963-547-414-8